# 1972 في بلجيكا
فيما يلي قوائم الأحداث التي وقعت خلال عام 1972 في بلجيكا.

## رياضة
- 1 يناير – بطولة أمم أوروبا لكرة القدم 1972 الفائز منتخب ألمانيا لكرة القدم.
- 1 يناير – طواف فلاندرز 1972
- 4 يونيو – جائزة بلجيكا الكبرى 1972 الفائز إيمرسون فيتيبالدي.

## مواليد

### فبراير
- 1 فبراير – يوهان فاليم لاعب كرة قدم بلجيكي.

### مارس
- 15 مارس – فيليب ديولف لاعب كرة مضرب بلجيكي.

### أبريل
- 14 أبريل – سيرج غومييني حكم كرة قدم بلجيكي.
- 22 أبريل – سابين أبيلمانس لاعبة كرة مضرب بلجيكية.

### يوليو
- 28 يوليو – توم فانهودت لاعب كرة مضرب بلجيكي.

### أغسطس
- 8 أغسطس – أكسل ميركس درّاج طريق بلجيكي.

### سبتمبر
- 11 سبتمبر – ماثيو غيلمور

### نوفمبر
- 14 نوفمبر – لورانس تيلمان لاعب كرة مضرب إيطالي.
- 25 نوفمبر – ستيفان ايفرتس

## وفيات

### فبراير
- 17 فبراير – فرانسواز ديفريس (مواليد 1913) لاعب كرة قدم بلجيكي.

### مارس
- 23 مارس – جان واشر (مواليد 1894) لاعب كرة مضرب بلجيكي.

### أبريل
- 17 أبريل – جان انجلز (مواليد 1922) درّاج طريق بلجيكي.

### يوليو
- 21 يوليو – جان ديدينز (مواليد 1906) لاعب كرة قدم بلجيكي.
- 31 يوليو – بول هنري سباك (مواليد 1899) سياسي بلجيكي.

### أغسطس
- 9 أغسطس – هيكتور مارتن (مواليد 1898) درّاج طريق بلجيكي.